# Zespół Przyrodniczo-Krajobrazowy „Dolina Sokołówki”
Zespół Przyrodniczo-Krajobrazowy „Dolina Sokołówki” – jeden z obszarów chronionej przyrody w granicach administracyjnych miasta Łodzi, utworzony w 2010 roku. „Dolina Sokołówki” zajmuje powierzchnię około 219 ha . Obejmuje ochroną w półotwarty krajobraz kulturowy z elementami krajobrazu naturalnego wzdłuż doliny rzeki Sokołówki.
Obszar obejmuje ważne siedliska fauny rzadko występującej w Łodzi, w tym: zimorodka, wilgę oraz czaplę siwą. Do najcenniejszej flory w dolinie Sokołówki, należą m.in.: zbiorowiska leśne – łęg jesionowo-olszowy, grąd subkontynentalny i ols porzeczkowy; szuwary, w tym m. in.: turzyca zaostrzona, szuwar mozgowy i szerokopałkowy, a także ziołorośla, takie jak: wiązówka błotna.